# 鹤庆机场
鹤庆机场是第二次世界大战前于今云南省大理白族自治州修建的一座机场，现已不存在，原址在今鹤庆县云鹤镇东北2公里处。

## 历史
1927年鹤庆机场开始修建，由鹤庆县政府出工150人，1929年机场建成，商业航空是其修建目的。鹤庆机场在1938年曾起降过飞机，现已荒废变为农田。

## 资料来源
1. ↑  . mz.ynlib.cn. 云南省图书馆.   [2017-10-01]. （原始内容存档于2019-08-12）.
2. ↑  大理白族自治州交通局. . 昆明: 云南人民出版社. 1991: P 212. ISBN 7-222-00770-9.